# Abu-Úmar ibn Saïd

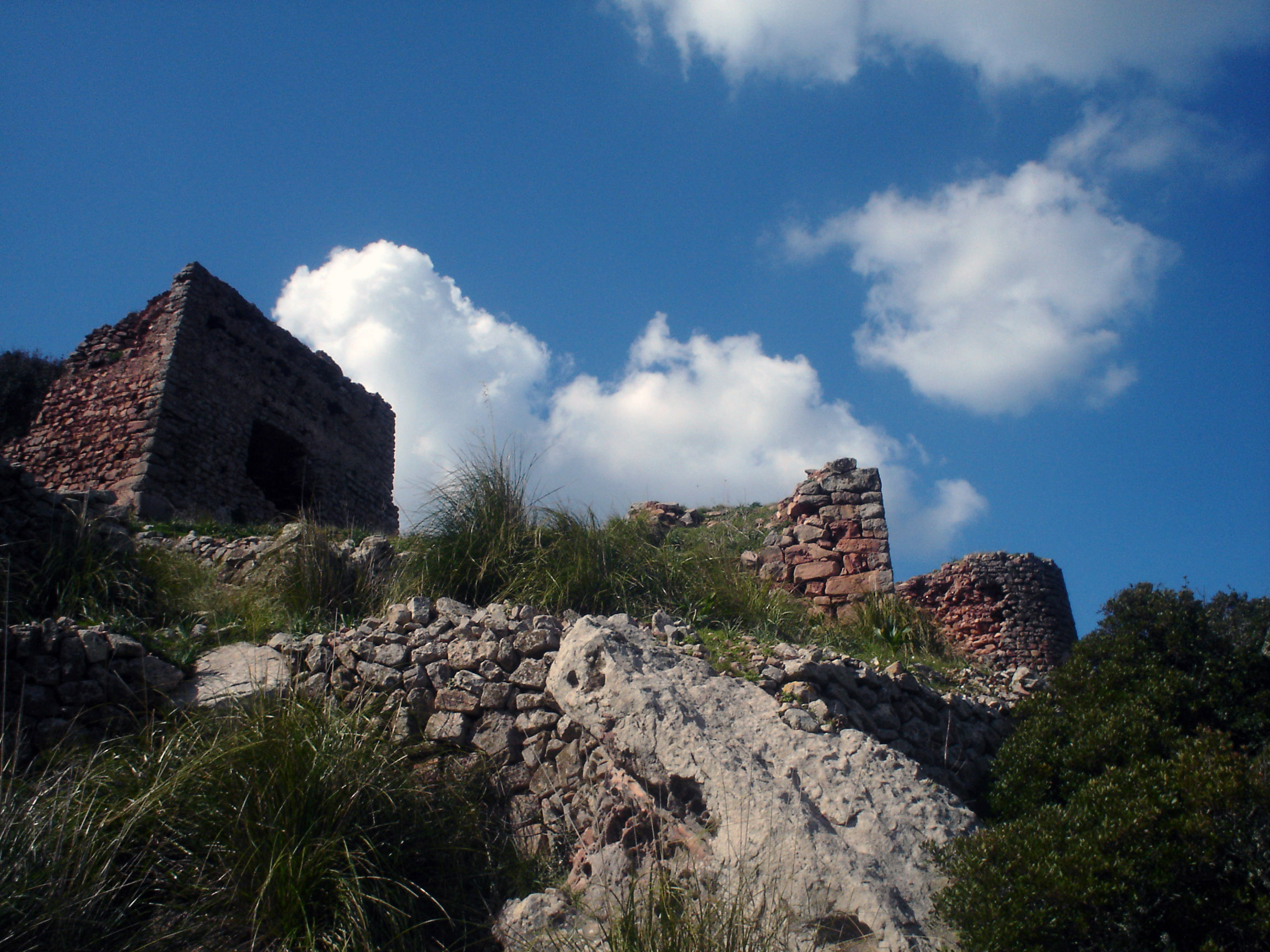
Fortalesa de Santa Àgueda

Abu-Úmar ibn Saïd (àrab: أبو عمر بن سعيد, Abū ʿUmar b. Saʿīd) (?-1287) fou l'últim arrais o almoixerif (múixrif) de Manurqa (1282-1287), fill i successor d'Abu-Uthman Saïd ibn al-Hàkam al-Quraixí.
En el seu primer any en govern, l'estol del rei Pere el Gran fou desviat a Manurqa per una tempesta de camí a l'expedició a Tunis. Bugron, el senyor de Constantina, havia conspirat secretament amb Pere convertir-se al cristianisme i cedir la ciutat a la Corona d'Aragó. Segons la crònica de Ramon Muntaner, Abu-Úmar ibn Saïd envià missatgers a Algèria posant al descobert la trama. La conseqüència fou el fracàs de l'expedició i, també, la posterior desaparició de Manurqa com estat musulmà.
Anys després, en el marc de la campanya de confiscació del Regne de Mallorca a Jaume II de Mallorca, iniciada per Pere el Gran i finalitzada per Alfons el Franc, s'inicià una expedició contra Manurqa encetada el 5 de gener de 1287. Abu-Úmar ibn Saïd s'enfrontà als invasors amb tropes mercenàries d'Àfrica del Nord; la primera batalla tengué lloc el 17 de gener i l'exèrcit musulmà es va anar a refugiar al castell de Santa Àgueda. En aquella fortalesa van aconseguir resistir durant 3 dies. El 21 de gener, Abu-Úmar ibn Saïd, superat en nombre, signava la seva rendició amb el tractat de San Agayz. Se li va permetre marxar de l'illa cap al Nord d'Àfrica amb dos-cents dels seus seguidors, les restes del seu pare, la seva biblioteca i cinquanta espases. Marxà en un vaixell genovès, que naufragà sense que hi hagués supervivents.